# Юйцзюлюй Ути
Юйцзюлюй Ути (кит. упр. 郁久闾吴提, пиньинь Yùjiǔlǘ Wútí) (тронное имя. Чилянь  Хан (敕連可汗)) — четвёртый каган жужаней с 429 года по 444 год н. э.

## Правление
В 432 году вэйцы захватили 20 жужаньских воинов на границе, но Тоба Тао помиловал их и Ути прислал ему подарки за это. В 435 году Ути женился на Сихай Гунжу, а свою сестру отдал в наложницы Тоба Тао. Её сопровождал брат Ути Тулугай, он подарил императору 2 000 лошадей. В 436—437 Ути неожиданно нарушил мир и напал на границу. Тоба Тао ответил объявлением войны жужаням. Для войны с жужанями была собрана армия: лэпьхинван Пьхи и хэдунгун Хэдоло с 15 армиями — восточное крыло, Гянь и Мушею с 15 армиями — западное крыло, Тоба Тао — центр. Поход закончился ничем, так как у вэйцев закончилась провизия, а скот жужаней они не захватили. В 440 Тоба Тао ударил по жужаням с запада, но Ути пользуясь слабой защитой границы решил неожиданно напасть на столицу Пинчэн. Губернатор столицы Чансунь Даошэн имел совсем немного сил, но решил встретить кагана у горы Тутуйшань. Тобасцы встретили только разрозненные отряды жужаней. От захваченного принца Цилецзюя они узнали, что Северная Лян ударила в тыл жужаням. 10 000 жужаней табгачи убили, а каган бежал в степь.
В 444 Тоба Тао начал новый поход на жужаней 4 путями. По традиции: по 15 армий на каждом крыле и императорский центр. В долине Лухунь жужани были разгромлены, каган бежал к реке Эгэнь и там был повторно разбит, вэйцы дошли до реки Шишуй.
В 444 Ути скончался. Его сын Тухэчжэнь стал каганом.